# Warukulon
Warukulon is een bestuurslaag in het regentschap Lamongan van de provincie Oost-Java, Indonesië. Warukulon telt 3225 inwoners (volkstelling 2010).